# National Board of Review Awards 1981
La 53ª edizione dei National Board of Review Awards si è tenuta il 15 dicembre 1981.

## Classifiche

### Migliori dieci film
- Reds, regia di Warren Beatty
- Esecuzione di un eroe ('Breaker' Morant), regia di Bruce Beresford
- Stevie, regia di Robert Enders
- Momenti di gloria (Chariots of Fire), regia di Hugh Hudson
- Il principe della città (Prince of the City), regia di Sidney Lumet
- Atlantic City, USA (Atlantic City), regia di Louis Malle
- Heartland, regia di Richard Pearce
- Sul lago dorato (On Golden Pond), regia di Mark Rydell
- I predatori dell'arca perduta (Raiders of the Lost Ark), regia di Steven Spielberg
- Ticket to Heaven, regia di Ralph L. Thomas
- Gli anni spezzati (Gallipoli), regia di Peter Weir

### Migliori film stranieri
- Pixote - La legge del più debole (Pixote - A lei do mais fraco), regia di Héctor Babenco
- La barca è piena (Das boot ist voll), regia di Markus Imhoof
- Oblomov (Neskolko dney iz zhizni I.I. Oblomova), regia di Nikita Michalkov
- L'ultimo metrò (Le dernier métro), regia di François Truffaut
- Contratto (Kontrakt), regia di Krzysztof Zanussi

## Premi
- Miglior film: Momenti di gloria (Chariots of Fire), regia di Hugh Hudson ex aequo Reds, regia di Warren Beatty
- Miglior film straniero: Oblomov (Neskolko dney iz zhizni I.I. Oblomova), regia di Nikita Michalkov
- Miglior attore: Henry Fonda (Sul lago dorato)
- Miglior attrice: Glenda Jackson (Stevie)
- Miglior attore non protagonista: Jack Nicholson (Reds)
- Miglior attrice non protagonista: Mona Washbourne (Stevie)
- Miglior regista: Warren Beatty (Reds)
- Premio alla carriera: James Cagney
- Premi speciali:
  - Blanche Sweet
  - Kevin Brownlow per il restauro di Napoleone (Napoléon) di Abel Gance